# Desa Plumbungan (administrativ by i Indonesien, Jawa Tengah, lat -6,88, long 109,23)
Desa Plumbungan är en administrativ by i Indonesien.   Den ligger i provinsen Jawa Tengah, i den västra delen av landet, 270 km öster om huvudstaden Jakarta.